# Krypton (serie televisiva)
Krypton è una serie televisiva statunitense ideata da David S. Goyer e Damian Kindler per Syfy. La serie è basata sui fumetti e i personaggi pubblicati dalla DC Comics; è ambientata su Krypton anni prima della nascita di Kal-El / Clark Kent / Superman e della distruzione del pianeta, era inizialmente pensata per essere un prequel/spin-off del film L'uomo d'acciaio (2013) facendo parte del franchise del DC Extended Universe, ma tutti i collegamenti con il film furono abbandonati. La serie ha esordito su Syfy il 21 marzo 2018.

## Trama
Krypton segue le vicende di Seg-El, nonno di Kal-El/Superman, la cui famiglia è stata ostracizzata e messa in imbarazzo. Seg-El deve lottare per riabilitare il proprio nome e salvare i suoi cari dal caos. Nel contempo dovrà anche cercare di prevenire la distruzione del proprio pianeta Krypton dalla minaccia costituita da Brainiac, il collezionista di civiltà.

## Episodi
| Stagione         | Episodi | Prima TV USA | Prima TV Italia |
| ---------------- | ------- | ------------ | --------------- |
| Prima stagione   | 10      | 2018         | 2018-2019       |
| Seconda stagione | 10      | 2019         | 2019            |

## Personaggi e interpreti

### Principali
- Cameron Cuffe è Seg-El (stagione 1-in corso): nonno di Superman e Supergirl e padre di Jor-El e Zor-El. Il personaggio è una versione più scorbutica della versione a fumetti.[7][8]
- Georgina Campbell è Lyta Zod (stagione 1-in corso): un cadetto della forza militare kryptoniana, che ha una relazione segreta con Seg-El ed è promessa sposa a Dev-Em.[7][9]
- Ian McElhinney è Val-El (stagione 1-in corso): nonno di Seg, che ha sconfitto la morte andando nella Zona fantasma ed è un sostenitore dell'esplorazione spaziale.[7][10]
- Elliot Cowan è Daron-Vex (stagione 1-2): il capo magistrato di Kandor, con il compito di difendere l'oligarchia di Krypton e padre di Nyssa-Vex.[10]
- Ann Ogbomo è Jayna-Zod (stagione 1-in corso): il Primus della forza militare kryptoniana e madre di Lyta.[7][9][10]
- Rasmus Hardiker è Kem (stagione 1-in corso): un ingegnere e miglior amico di Seg.[10]
- Wallis Day è Nyssa-Vex (stagione 1-in corso): un magistrato e figlia di Daron-Vex, nonche promessa sposa di Seg. Nonna di Superman e Supergirl e madre di Jor-El e Zor-El.[10]
- Aaron Pierre è Dev-Em (stagione 1-in corso): un soldato delle forze di Kandor e promesso sposo di Lyta-Zod.[7][10]
- Shaun Sipos è Adam Strange (stagione 1-in corso): un umano del futuro che tenta di avvisare Seg-El dell'arrivo di Brainiac.
- Colin Salmon è Dru-Zod (stagione 1-in corso): il futuro figlio di Seg-El e Lyta-Zod e quindi in questa versione zio di Superman e Supergirl.
- Blake Ritson è Sacerdote di Rao/ Brainiac (stagione 1-in corso) la principale figura religiosa di Kandor che viene infettato e controllato da Brainiac, il collezionista di mondi che vuole distruggere Krypton.

### Ricorrenti
- Rupert Graves è Ter-El (stagione 1), il padre di Seg-El.
- Paula Malcomson è Charys-El (stagione 1), la madre di Seg-El.
- Doomsday (stagione 1-in corso).
- Hannah Waddingham è Jax-Ur (ex Sela-Sonn) (stagione 1-in corso): la leader del gruppo terroristico Black Zero ed ex protetta di Val-El.
- Emmett Scanlan è Lobo (stagione 2). Un mercenario Czarniano. Doppiatore italiano: Pierluigi Astore.
- Cor-Vex/Jor-El: il figlio di Seg-El e Nyssa-Vex.

## Produzione

### Sviluppo
Nell'ottobre 2014, David S. Goyer, sceneggiatore del film L'uomo d'acciaio (2013), è stato annunciato che avrebbe sviluppato una serie televisiva incentrata sul pianeta Krypton. Durante lo sviluppo, Goyer ha rivelato che la serie avrebbe utilizzato concetti inutilizzati per il pianeta creati per il film. Nei primi materiali di marketing per la serie e nel primo teaser che ha debuttato al San Diego Comic-Con International del 2017, il logo di Superman disegnato per i film DCEU è stato utilizzato per rappresentare la Casa di El, il che implica che la serie sarebbe stata un prequel diretto del film. Goyer ha affermato che la serie doveva svolgersi 200 anni prima degli eventi del film. Alla fine, tutti i collegamenti con il film sono stati abbandonati con l'uscita della serie nel marzo 2018. Il produttore esecutivo Cameron Welsh in seguito descrisse la serie come "adiacente" sia al DCEU che all'Arrowverse.

### Casting
Durante il casting del film, la troupe di produzione ha cercato un attore che assomigliasse a un giovane Henry Cavill per interpretare Seg-El, il nonno di Superman.

### Riprese
La serie è stata girata nel Regno Unito con attori britannici perché secondo Goyer «quando pensi agli accenti, per qualche ragione, l'accento medio atlantico o britannico è l'accento predefinito quando hai a che fare con un mondo alieno».

### Rinnovi
Il 22 maggio 2018 Syfy ha rinnovato la serie per una seconda stagione. Nell'agosto 2019 Syfy ha annunciato la cancellazione della serie.

## Promozione
Il primo trailer della serie è stato pubblicato il 9 gennaio 2018.

## Distribuzione
La serie viene trasmessa negli Stati Uniti d'America su Syfy dal 21 marzo 2018. In Italia viene trasmessa dal 16 novembre 2018 sul canale pay TV Premium Action.